# 村山達雄
村山 達雄（むらやま たつお、1915年〈大正4年〉2月8日 - 2010年〈平成22年〉5月20日）は、日本の大蔵官僚、政治家。正三位勲一等旭日大綬章。
衆議院議員（12期）、大蔵大臣（第82代・第91代・第92代）、厚生大臣（第60代）を歴任。税制通で知られ、消費税導入にもかかわった。

## 来歴・人物

### 出生から学生時代まで
新潟県長岡市坂之上町生まれ。株屋をやっていた幸太郎の三男。
長岡市立表町尋常小学校から長岡中学校に進む。長岡中二年の時、母が死去、姉静子に身のまわりの面倒をみてもらうようになった。当時の旧制中学は五年制だったが、中学四年生から旧制高校を受験できた。担任教諭の勧めで一高を受験、合格した。
1937年（昭和12年）に東京帝国大学法学部を卒業。

### 大蔵官僚として
大蔵省に入省する。理財局属。1938年（昭和13年）神戸税務署長。戦時中は陸軍司政官に転出した。
1947年（昭和22年）8月 大阪財務局直税部長。1949年（昭和24年）6月 国税庁直税部所得税課長。1953年（昭和28年）7月 国税庁直税部長心得。1954年（昭和29年）10月1日 国税庁直税部長。1956年（昭和31年）11月 名古屋国税局長。1957年（昭和32年）6月 大阪国税局長。1959年（昭和34年）5月4日 大臣官房財務調査官（主税局担当）。1960年（昭和35年）4月12日 主税局長。池田勇人（元総理大臣、元大蔵次官）は村山を評して「主税局長は村山の前に村山なく、村山の後に村山なし」といった。

### 政治家として
1963年（昭和38年）大蔵省を退官し、第30回衆議院議員総選挙に立候補し当選する。以後当選回数12回。自民党では、池田勇人を領袖とする宏池会に所属した。1968年（昭和43年）運輸政務次官、1971年（昭和46年）法務政務次官を務める。1977年（昭和52年）福田改造内閣の大蔵大臣として入閣する。1981年（昭和56年）伊東正義外務大臣が辞任。伊東の後任外相に厚生大臣の園田直が横滑りで就任し、村山は園田の後任の厚生大臣に就任する。

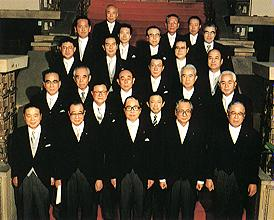
宇野内閣 (最前列左から2番目が村山)

1988年（昭和63年）竹下内閣の副総理・大蔵大臣で宏池会会長の宮澤喜一がリクルート事件に関与して辞任し、村山が後任の大蔵大臣に就任する。翌1989年（平成元年）成立の宇野内閣でも留任し、消費税の定着、平成元年度予算審議などに尽力した。
その後は、自民党税調の幹部として活躍した。1993年（平成5年）勲一等旭日大綬章を受章。1996年の第41回衆議院議員総選挙では比例代表北陸信越ブロックで出馬し当選。2000年（平成12年）政界を引退した。
2010年（平成22年）5月20日、95歳で死去した。葬儀・告別式はカトリック吉祥寺教会。叙正三位。

## エピソード
大蔵官僚出身、学者肌の地味な人柄で、税制・財政の専門家として自民党税制調査会をリードした。消費税創設に関わったことでも知られる。竹下登首相が辞任した後の後継首相候補として村山があげられていたが、村山が消費税導入の担当大臣であったこともあり竹下は後継に宇野宗佑外務大臣を指名した（竹下裁定）。
運輸政務次官時代に、地元長岡駅改築の陳情を受けた際「国鉄の財政難」を理由に断ったという逸話がある。このように利益誘導よりも財政規律を重んじるためか選挙では苦戦を強いられた。しかし支持者の結束は固く、福田内閣の大蔵大臣に就任した際には後援会あげての自然発生的な祝杯の会が約1ヶ月続いたという。ヘビースモーカーかつ酒豪でも知られた。
村山富市が内閣総理大臣に就任した時、同じ「ムラヤマ」姓の為か、イタリアの新聞に顔写真が間違って載ってしまったことがある。

## 家族・親族

### 村山家
（新潟県長岡市坂之上町、東京都武蔵野市吉祥寺北町）
- 父・幸太郎（株屋[2][3]）
- 母・キシ[4]
- 姉・静子[4]
- 妻（奥山喜松次女[14]）
大正8年（1919年）5月生[14] -
- 長女
昭和16年（1941年）5月生[14] -
- 次女（大蔵官僚竹内透の妻[15]）
昭和18年（1943年）1月生[14] -
- 三女（大蔵官僚、政治家山本幸三の妻[15]）
昭和22年（1947年）5月生[14] -
- 孫の夫に、大蔵省出身の民主党元衆議院議員の和田隆志がいる。